# Historia ecclesiastica
Historia ecclesiastica este opera istorică a lui Eusebiu din Cezareea.

## Data compoziției și problema edițiilor operei
Atât datarea compoziției operei cât și diferitele sale ediții (a căror existență este atestată de tradiția manuscriselor) este viu dezbătută.
Conform unei ipoteze, care s-a bucurat de larg consens printre cercetători, prima ediție ar fi cuprins cărțile (liber) de la I la VII și ar fi anterioară izbucnirii persecuției lui Dioclețian (303); în 311, Eusebiu ar fi adăugat pentru a doua ediție, cartea (liber) a VIII-a; după 318, tot el, ar fi redactat actuala carte (liber) a X-a, conținând omelia pentru dedicarea bazilicii din Tir (în 315) și ar fi împărțit cartea a VIII-a în două părți, creând în felul acesta cartea a IX-a.
Opera este foarte des citată în latină cu numele de Historia ecclesiastica (abreviat: Hist. eccl.), nu lipsesc însă trimiterile în limba greacă sau în limbile moderne (în română de ex. Istoria bisericească, prescurtat: Ist.bis.,)
Conform declarației explicite, așezată de autor la început (Hist.eccl., I,1,1), opera în 10 cărți, își propune să trateze o serie de teme care în fapt vor forma și scheletul textului și care (teme) corespund fundamental scopului apologetic de a exalta adevărul și temeinicia Bisericii.

## Structura pe cărți (liber) a operei

#### Succesiunile apostolice
Succesiunile apostolice, adică listele episcopilor care s-au succedat, plecând de la apostoli până în zilele autorului, în sediile cele mai importante: Roma, Alexandria, Antiohia, Ierusalim.
Eusebiu fixează aceste succesiuni în legătură cu perioadele de domnie a împăraților. Dincolo de faptul pe care-l constituie țesătura expoziției, această temă are scopul de a evidenția continuitatea și, deci autenticitatea, tradiției ortodoxe, cu rol antieretic.

#### Evenimentele remarcabile ale istoriei bisericii
Eusebiu nu se mulțumește doar să relateze, în mod constant – însă – citează izvoare istorice (atât bisericești cât și laice) și deseori reproduce textul documentelor importante (bine-înțeles, favorabile creștinismului și temei tratate de el): rescripte imperiale, edicte, scrisori etc..

#### Marii episcopi și învățători
Liber III, prezintă pe cei mai însemnați episcopi și învățători ai mesajului creștin. Sunt pomeniți șaizecișișase de scriitori bisericești (îndeosebi greci și orientali); la vreo treizeci dintre ei reproduce lista (catalogul) operelor lor și citează multe dintre acestea (vreo 255 de citate) fie direct fie indirect.

#### Ereticii
În această secțiune, Eusebiu menționează numele ereticilor și – în linii mari – conținutul ereziei lor bazându-se îndeosebi pe scrieri polemice anterioare.

#### Nenorocirile
Aici, Eusebiu prezintă nenorocirile care i-a lovit pe evrei, drept pedeapsă pentru răstignirea lui Isus.
Eusebiu este atent să sublinieze toate manifestările de răzvrătire a evreilor față de puterea imperială precum și represiunile puterii: acesta este – după el – semnul intervenției dumnezeiești în istorie. Relatează cu detalii „Războiul iudaic” terminat cu distrugerea Ierusalimului, în anul 70 (cărțile II și III) și a doua distrugere a templului de împăratul Adrian (liber IV).

#### Persecuțiile păgâne împotriva creștinilor
Eusebiu interpretează fenomenul persecuțiilor ca fiind expresie a acțiunii diabolice, dar și ca formă de pedeapsă dumnezeiască, care – în cele din urmă – se rezolvă în mod providențial pentru creștini și dezastruos pentru persecutori.

#### Martirii creștini
Eusebiu dedică o atenție deosebită eroilor credinței creștine, martori ai tăriei și rezistenței creștinismului. Se pare că avea deja redactată o colecție de Acta Martyrum, (Actele Martirilor), la care face deseori referință în cărțile (liber) IV și V.
1. 1 2  Clavis Historicorum Antiquitatis Posterioris, accesat în 8 septembrie 2023